# عم

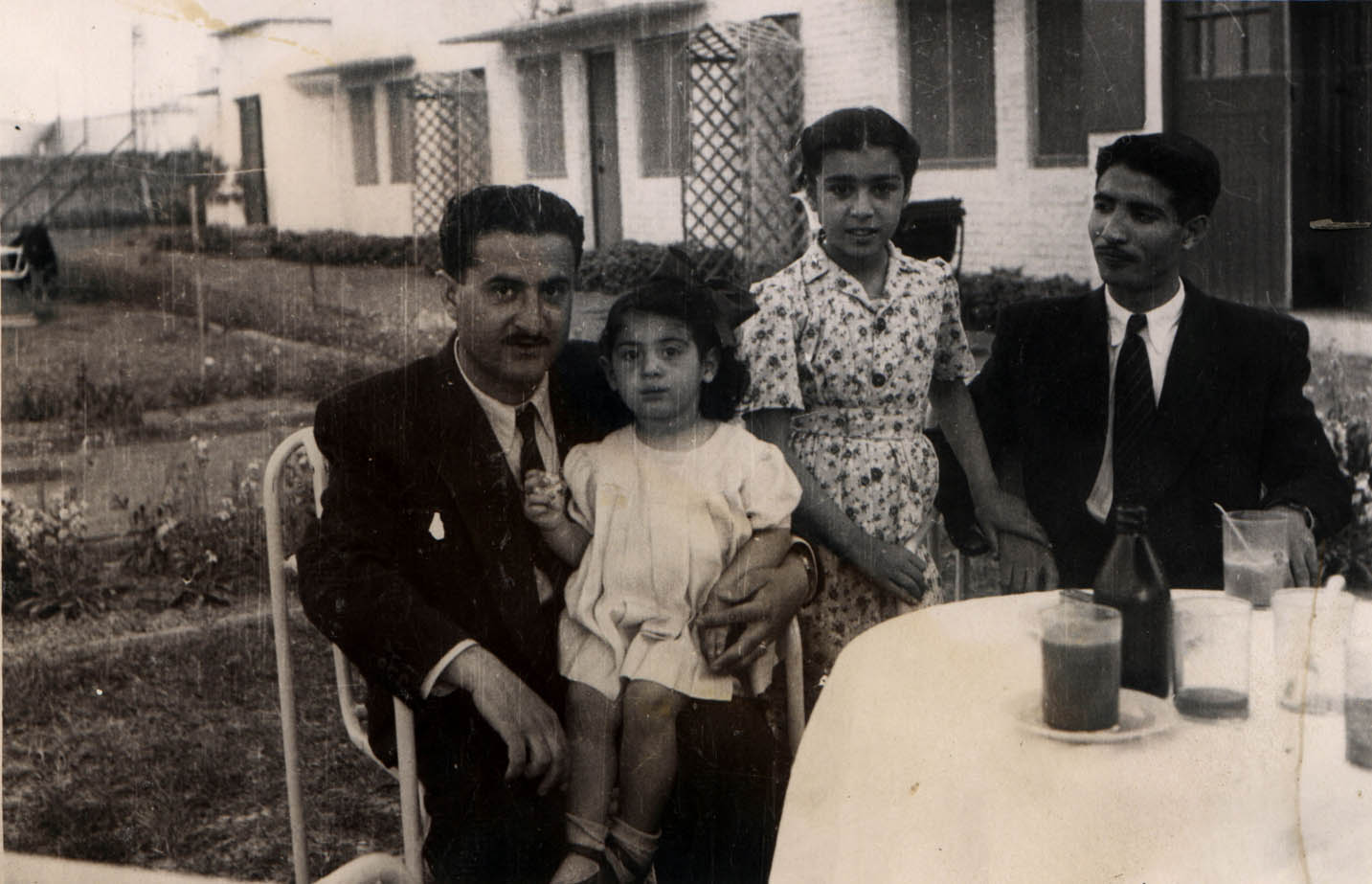

العم هو شقيق الأب بالنسبة لأبنائه، كما تكون شقيقته عمتهم وتدعى عمة.

## العم في النسب
العم في النسب هو: (أخ أبي الشخص)، ويسمى: (صنوا)، سواء كان من جهة الأب فقط، ويسمى: (عما لأب)، أو من جهة الأب والأم معا، ويسمى: (عما شقيقا). أو من جهة الأم فقط، ويسمى: (عما لأم).

### أصناف العمومة
للعمومة ثلاثة أصناف كالتالي:
- العم لأب هو: (أخ لأب الشخص من جهة الأب فقط).

فلو كان للشخص زوجتان مثلاً أنجبت له إحداهما ولدا اسمه (حسن)، وأنجبت له الأخرى ولدا اسمه (حسان).
فالعلاقة بين حسن وبين حسان؛ بواسطة الأب فقط، دون الأم، فهما أخوان لأب. وأولادهما؛ أبناء عمومة. وحسن بالنسبة لأبناء حسان؛ هو عمهم لأب. وحسان بالنسبة لأبناء حسن؛ هو عمهم لأب أيضاً.
- العم الشقيق هو: (أخ لأبي الشخص من جهة الأب والأم معا). فإذا الأب واحد، والأم واحدة؛ فأبناؤهما إخوة أشقاء، وكل واحد من الإخوة؛ هو عم شقيق بالنسبة لأبناء أخيه.
- العم لأم هو: (أخ لأبي الشخص من جهة الأم دون الأب). فلو أن امرأة تزوجت فأنجبت ولدا اسمه (سعيد) ثم طلقت -فرضا- ثم تزوجت بآخر فأنجبت منه ولدا اسمه (مسعود)؛ فسعيد ومسعود أخوان لأم، وسعيد بالنسبة لأبناء مسعود؛ هو عم لأم.

فأبناء الشخص الواحد؛ كلهم إخوة، والسبب في أخوتهم في النسب؛ الأبوان أو أحدهما. في ثلاثة
أحوال هي:
1. أن يكون الإخوة من أم واحدة، وآباء متعددون؛ ويسمى هؤلاء: (إخوة لأم).
2. أن يكون الإخوة من أب واحد وأمهات متفرقات؛ ويسمى هؤلاء:

(إخوة لأب). ويسمون أيضا: (أبناء العلات).
1. أن يكون الإخوة من أب واحد، وأم واحدة؛ ويسمى هؤلاء: (إخوة أشقاء) أو (إخوة لأبوين).

## أشهر الأعمام
وأشهر الأعمام:
- في التاريخ: إسماعيل عم يعقوب.[2]
- وفي التاريخ الإسلامي أعمام النبي محمد صلى الله عليه وسلم، حيث أيّده أعمامه حمزة وأبو طالب والعباس وعارضه عمه أبو لهب.[3]